# Peixet d'argent
El peixet d'argent, peix(et) de plata, simplement peixet o lepisma (Lepisma saccharina) és una espècie d'insecte zigentom de la família Lepismatidae la qual s'estima que fa més de 300 milions d'anys que habita la Terra. Es tracta d'un petit insecte sense ales que viu a les llars humanes.
El seu nom comú prové del seu cos recobert d'escates de color argentat. En canvi, el seu nom científic (en concret l'espècie saccharina) li ve de la seva dieta, ja que s'alimenta de carbohidrats com el sucre o el midó.

## Característiques
El cos del peixet d'argent sol fer uns 10 mm de llarg, sense comptar les antenes ni les cues caudals. L'aspecte metal·litzat es deu a les escates que cobreixen el cos, presents només a partir de la tercera muda.

## Desenvolupament
Ha de transcórrer entre quatre mesos i tres anys des que és un ou fins a arribar a l'estat adult. El peixet d'argent pot arribar a viure fins als vuit anys, a raó d'una muda l'any, o fins a quatre mudes per any en cas d'haver-hi les condicions favorables. A temperatures de 25 a 30 °C, les femelles dipositen raïms amb centenars d'ous, generalment a les escletxes. No es reprodueixen si les condicions són més fredes o més càlides.

## Dieta
La dieta preferida dels peixets d'argent inclou polisacàrids com el midó, o les dextrines dels adhesius. Per tant, s'alimenten de cola com la que s'utilitza per a enquadernar els llibres, fotografies, cabell, cotó, lli i fibres sintètiques, i brutícia en general. Quan són una plaga poden causar algun dany a llibres i roba, per bé que gairebé sempre es poden considerar del tot inofensius. Poden arribar a romandre molts mesos sense menjar si les condicions no els ho permeten.

## Hàbitat
El peixet d'argent és un comensal molt comú a les llars, més encara que les paneroles. Sovint se'ls troba en llocs ombrívols com els lavabos, sota les neveres, i sobretot a les escletxes del terra.

## Reproducció

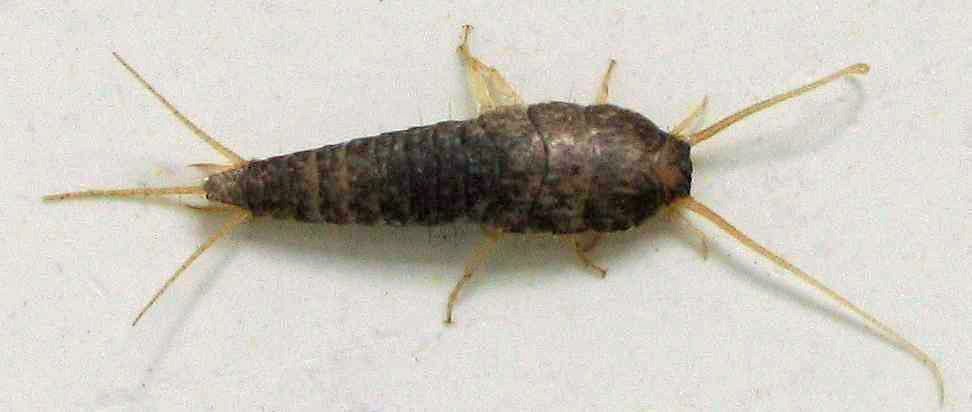
Un peixet d'argent (Lepisma saccharina) sense escates, ja que només es desenvolupen a partir de la tercera muda

A causa dels seus hàbits nocturns, la reproducció del peixet d'argent ha estat un misteri durant molts anys. La femella ha de prendre un espermatòfor, que és una càpsula d'esperma dipositada pel mascle i assenyalada amb marques bioquímiques, i aquesta el fertilitza.

## Eliminació
En els edificis, els peixets d'argent només poden existir en ambients prou humits i rics en escletxes. Sense aquests dos factors, el peixet no sobreviu. Altres mesures per a eliminar-lo són les següents:
- Una barreja de bòrax i sucre en proporció 1:1. En ingerir el sucre, de pas ingeriran el verí.[cal citació]
- Una solució de sal d'amoni els farà fugir en 24 hores.[cal citació]
- Per a capturar peixets d'argent, es pot deixar a prop de les escletxes un cotó humit impregnat de guix.[cal citació]